# Chariesthes laetula
Chariesthes laetula là một loài bọ cánh cứng trong họ Cerambycidae.